# Чекалкин, Дмитрий Валерьевич
Дмитрий Валерьевич Чекалкин (23 сентября 1964, Киев, Украинская ССР) — украинский переводчик, дипломат, шоумен, генеральный директор рекламного агентства «DIVA Production». Владеет английским, арабским, ивритом, испанским, французским языками.

## Жизнеописание
Прадед Дмитрия происходит из Удмуртской деревни Чекалкино (Россия). Он имел 22-х детей, большинство из них умерло, по всем возможным причинам, после прихода советской власти.

### Образование
С 1989 г. по 1991 г. учился в аспирантуре Московского военного института иностранных языков, референт-переводчик с арабского языка и иврита. Впоследствии преподавал в том же вузе, работал над кандидатской диссертацией.
- 1986—1989 — военный переводчик на Ближнем Востоке и в странах Азии.
- 1991—1992 учился на курсах повышения квалификации МИД Украины .
- 1992 — 2-й секретарь Управления двусторонних отношений МИД Украины.
- С 1992 работал в Министерстве иностранных дел Украины. Был первым украинским дипломатом на Ближнем Востоке. Консулом и руководителем передовой группы посольства Украины в Израиле.[3]
- С 1996 — вице-президент концерна «Денди»,
- С 1997 возглавлял радиостанции «Киевские ведомости».
- В 2005 году, по словам самого Чекалкина, украинский олигарх Игорь Коломойский предлагал ему возглавить купленный тогда канал 1+1, однако он отказался.[2]

### Шоумен
Бывший участник телевизионного шоу «Золотой Гусь». Автор проектов «Веселые яйца», «Операция проФФесор», «Все гениальное — в тостах», «Разыграли!» и др. Директор компании «Diva Production», занимающейся организацией праздников, розыгрышей и тому подобным.

### Награды
- Обладатель «Золотого микрофона»
- 2007 и 2008 — лауреат премии «Радиомания» (Россия)
- 2009 — номинант премии «Радиомания» в категории «Ведущий программы, шоу»

## Семья
- Женат в третий раз, воспитывает трех сыновей и дочь.